# Alfian bin Sa'at
Alfian bin Sa'at (Singapur, 18 de julio de 1977) es un escritor, dramaturgo y poeta singapurense, es conocido por sus obras provocativas. Es musulmán malayo de ascendencia minang, hakka y javanesa.

## Biografía

### Primeros años
Fue alumno de Tampines Primary School, Raffles Institution, y Raffles Junior College. Alfian fue presidente de las sociedades de dramaturgia de RI y RJC y participó en el programa de artes creativas. En sus dos años en RJC, Alfian recibió el premio Kripalani.

### Carrera
Publicó en 1998 su primer poemario, que obtuvo muy buenas críticas. Un año después su libro de cuentos cortos, Corridor, ganó el Singapore Literature Prize y siete de estos cuentos fueron adaptados para la televisión.
Sus obras de teatro se han representado en Malasia y Singapur y hoy día trabaja para el grupo de teatro W!LD RICE.

## Obras

### Obras de teatro

#### en inglés
- Fighting (Luchar)(1994)
- Black Boards, White Walls (Tablas negras, muros blancos)(1997)
- Yesterday My Classmate Died (Ayer murió mi compañero de clase)(1997)
- sex.violence.blood.gore (con Chong Tze Chien) (1999)
- Asian Boys Vol. 1 (Chicos de Asia Vol.1)(2000)
- What's The Difference? (¿Cuál es la diferencia?)(2001)
- Don't Say I Say (No digas que digo)(2001)
- Poppy dot dream (La amapola punto duerme)(2001)
- The Corrected Poems of Minah Jambu (Los poemas corregidos de Minah Jambu)(2001)
- The Optic Trilogy (La trilogía óptica)(2001)
- 7 Ten: Seven Original 10-minute Plays: Not In (7 diez: siete obras originales de 10 minutos: pasadas de moda)(2003)
- Landmarks: Asian Boys Vol. 2  (Hitos:Chicos de Asia Vol.2)(2004)
- Tekka Voices (Voces Tekka)(2004)
- Mengapa Isa? (2004)
- The Importance of Being Kaypoh (La importancia de ser Kaypoh)(2005)
- Harmony Daze (El aturdimiento de la armonía)(2005)
- Confessions of 300 Unmarried Men: Blush (Confesiones de 300 mujeres no casadas: Ruborízate)(2006)
- Homesick (Morriña)(2006)
- Happy Endings: Asian Boys Vol 3 (2007)
- Snow White and the Seven Dwarfs (2008)
- Beauty And The Beast (2009)
- Cooling Off Day (2011)
- Cook a Pot of Curry (2013)
- Monkey Goes West (2014)

#### en malayo
- Deklamasi Malas (Declaración de indolencia) (1997)
- Dongeng (Mito) (1997)
- Anak Bulan di Kampung Wa' Hassan (Luna nueva en Kampung Wa' Hassan) (1998)
- Madu II (Poligamia) (1998)
- Causeway (1998)
- The Miseducation of Minah Bukit (2001)
- Tapak 7 (7 pasos) (2001)
- Selamat Malam Ibu (adaptado de 'night, Mother de Marsha Norman) (2003)
- Keturunan Laksmana Tak Ada Anu (adaptado de Descendants of the Eunuch Admiral de Kuo Pao Kun) (2003)
- Minah & Monyet (Minah y mono) (2003)

#### en mandarín
- Fugitivos (失控)(con Ng How Wee) (2002)

### Poesía
- One Fierce Hour (Landmark Books, 1998) ISBN 981-3065-18-4
- A History of Amnesia (Ethos Books, 2001) ISBN 981-04-3704-8

### Prosa

#### en inglés
- Corridor (SNP, 1999) ISBN 981-4032-40-9

#### en malyo
- Bisik: Antologi Drama Melayu Singapura (Whisper: Anthology of Malay Singaporean Drama) (Pustaka Cipta, 2003)

## Premios
- 1995 - Kripalani Award for Outstanding Contribution to Creative Arts
- 1998 - Commendation Award by the Malay Language Council for Causeway
- 1999 - Singapore Literature Prize Commendation Award
- 2001 - Golden Point Award for Poetry
- 2001 - Young Artist Award for Literature
- 2005 - Life! Theatre Awards for Best Script for Landmarks: Asian Boys Vol. 2
- 2006 - FRONT Award